# 600 Doński Kozacki Dywizjon Kawalerii
600 Doński Kozacki Dywizjon Kawalerii (ros. 600-й Донской казачий дивизион, niem. Ost Donkosakenabteilung 600) – ochotnicza kolaboracyjna jednostka wojskowa kawalerii złożona z Kozaków podczas II wojny światowej.
Krótko po ataku wojsk niemieckich na ZSRR, na stronę Niemców przeszła 22 sierpnia duża część sowieckiego 436 pułku strzeleckiego na czele z ppłk. Iwanem N. Kononowem. W sztabie niemieckiej 4 Armii zapowiedział on 6 września 1941 r. sformowanie ochotniczego kozackiego pułku kawalerii w celu prowadzenia walki z władzą sowiecką, co wywarło duże wrażenie na Niemcach. Zainteresował się tym dowodzący oddziałami bezpieczeństwa na tyłach Grupy Armii "Środek" gen. Max von Schenkendorf. W rezultacie – wbrew rozkazom Adolfa Hitlera – w rejonie okupowanego Witebska płk I. N. Kononow rozpoczął formowanie przy sztabie 9 Armii ochotniczego oddziału kozackiego złożonego z uciekinierów i b. jeńców wojennych z Armii Czerwonej, osadzonych głównie w stalagach i dulagach w Witebsku, Mohylewie, Orszy, Homlu i Smoleńsku. Nadzór na tym sprawował z ramienia Abwehry płk Graf G. A. von Rittberg.
28 października 1941 r. w Mohylewie został utworzony ponad 1-tysięczny ochotniczy kozacki oddział kawalerii w sile batalionu oznaczony numerem 102 pod dowództwem płk. I. N. Kononowa. Składał się z czterech szwadronów kawalerii, plutonu artylerii konnej i plutonu działek przeciwpancernych. Prowadził on w składzie niemieckiej 88 Dywizji Piechoty działania antypartyzanckie w rejonie Wiaźmy, Połocka i Wielkich Łuków. Kozacy niszczyli leśne bazy partyzantów. Zimą 1942 r. do jednostki dołączył wraz z grupą rosyjskich oficerów ppłk Aleksandr N. Pugowocznikow, uwolniony z obozu jenieckiego dla oficerów armii jugosłowiańskiej. Objął on w stopniu majora funkcję zastępcy ppłk. I. N. Kononowa. W listopadzie-grudniu 1942 r. oddział został rozwinięty w 600 Doński Kozacki Dywizjon Kawalerii, nazywany nieoficjalnie pułkiem. W lutym 1943 r. składał się ze sztabu, ośmiu szwadronów kawalerii, szwadronu motocyklistów i dywizjonu artylerii. Liczył ok. 2,3 tys. ludzi.
W marcu przybyli z obozów jenieckich z Niemiec kolejni ochotnicy. 15 kwietnia większa część 3 i 4 szwadronów kawalerii oraz dywizjonu artylerii przeszła na stronę partyzantów, zabijając niemieckich oficerów łącznikowych i własnych oficerów. Byli to żołnierze, którzy pochodzili z niedawnych uzupełnień, wśród których wielu nie było Kozakami. Podpułkownik I. N. Kononow otrzymał od gen. Piotra N. Krasnowa zgodę na tworzenie u boku Niemców szerokiego rosyjskiego ruchu antysowieckiego, w skład którego mieli wchodzić Kozacy z kolaboracyjnych oddziałów wojskowych. Jeszcze w styczniu 1943 r. jednostkę odwiedził gen. Andriej A. Własow, odbywający objazd okupowanych obszarów rosyjskich. Po spotkaniu z nim ppłk I. N. Kononow stał się gorącym zwolennikiem podporządkowaniu wszystkich wschodnich oddziałów wojskowych rosyjskiemu ruchowi wyzwoleńczemu. Jednakże gen. A. A. Własow został wkrótce zamknięty w domowym areszcie, tracąc czasowo poparcie władz III Rzeszy. Był to silny cios dla ppłk. I. N. Kononowa. Dodatkowo 18 czerwca 1943 r. na stronę partyzantów przeszło kolejnych 16 Kozaków na czele z emigrantem księciem N. Gagarinem.
Wkrótce 600 Doński Kozacki Dywizjon Kawalerii został przeniesiony do Mławy (Mielau), gdzie od kwietnia formowała się 1 Kozacka Dywizja Kawalerii płk. Helmutha von Pannwitza. Podpułkownik I. N. Kononow był rozczarowany kadrową polityką, gdyż wszystkie funkcje dowódcze i wyższe oficerskie zajmowali Niemcy. Jednakże na prośbę gen. A. A. Własowa nie zrezygnował. Doprowadził za to do sformowania na bazie jego jednostki 5 Dońskiego Pułku Kawalerii, obejmując jego dowództwo jako jedyny Rosjanin na takim stanowisku.